# Release the Beast
Release the Beast es el segundo álbum de estudio del rapero de Atlanta, Bone Crusher, el cual fue lanzado el 18 de junio de 2006 (tres años después del primero). 
Al conrario que su álbum debut este fue un fracaso en las listas de ventas y recibió críticas muy negativas. 
Áun así Crusher sacó un tercer álbum un año después.

## Lista de canciones
1. "We Are" (featuring Twenty, Tezy & Cotton)
2. "Stomp By the Town" (featuring Cotton)
3. "Lights, Camera, Action"
4. "I Do It"
5. "Southern Gorillas" (featuring Cotton)
6. "Danger" (featuring Tezy)
7. "Feel It"
8. "Pistol Fo"
9. "I'm a Hustler"
10. "Mug On"
11. "Gotta Get That Money"
12. "This One"